# Мсје Жозеф (ТВ филм)
„Мсје Жозеф” је југословенски ТВ филм из 1960. године. Режирао га је Влада Петрић а сценарио је написао Небојша Николић.

## Улоге
| Глумац          | Улога |
| --------------- | ----- |
| Предраг Лаковић |       |